# Puchar Europy w rzutach
Puchar Europy w rzutach (en. European Throwing Cup, do 2015 Zimowy puchar Europy w rzutach, en. European Cup Winter Throwing) – zawody lekkoatletyczne organizowane rokrocznie, począwszy od roku 2001, przez European Athletics. Do 2005 impreza nosiła nazwę zimowego challenge w rzutach. Gospodarzem pierwszej edycji imprezy było francuskie miasto Nicea.
W zawodach sportowcy rywalizują w rzucie oszczepem, rzucie dyskiem, rzucie młotem oraz pchnięciu kulą. Wyniki zawodników z poszczególnych krajów są przeliczane na punkty – ostatecznie zwycięża reprezentacja, która uzyskała największą liczbę punktów. W każdej z konkurencji zawodnicy dzieleni są na dwie grupy – kryterium przydziału jest rekord życiowy.

## Edycje
| Edycja | Edycja | Gospodarz            | Data        | Źródło               |
| ------ | ------ | -------------------- | ----------- | -------------------- |
| 1.     | 2001   | Nicea                | 9–10 marca  | [ 1 ]                |
| 2.     | 2002   | Pula                 | 9–10 marca  | [ 2 ]                |
| 3.     | 2003   | Gioia Tauro          | 13–14 marca | [ 3 ]                |
| 4.     | 2004   | Marsa                | 13–14 marca | [ 4 ]                |
| 5.     | 2005   | Mersin               | 12–13 marca | [ 5 ]                |
| 6.     | 2006   | Tel Awiw-Jafa        | 18–19 marca | [ 6 ]                |
| 7.     | 2007   | Jałta                | 17–18 marca | [ 7 ]                |
| 8.     | 2008   | Split                | 15–16 marca | [ 8 ]                |
| 9.     | 2009   | Teneryfa             | 14–15 marca | [ 9 ]                |
| 10.    | 2010   | Arles                | 20–21 marca | [ 10 ]               |
| 11.    | 2011   | Sofia                | 19–20 marca | [ 11 ]               |
| 12.    | 2012   | Bar                  | 17–18 marca | [ 12 ] [ 13 ] [ 14 ] |
| 13.    | 2013   | Castelló de la Plana | 16–17 marca | [ 15 ]               |
| 14.    | 2014   | Leiria               | 15–16 marca | [ 16 ]               |
| 15.    | 2015   | Leiria               | 14–15 marca | [ 17 ]               |
| 16.    | 2016   | Arad                 | 12–13 marca | [ 18 ]               |
| 17.    | 2017   | Las Palmas           | 11–12 marca | [ 19 ]               |
| 18.    | 2018   | Leiria               | 10–11 marca | [ 20 ]               |
| 19.    | 2019   | Šamorín              | 9–10 marca  | [ 21 ]               |
| 20.    | 2020   | Leiria               | 21–22 marca | [ 22 ]               |
| 20.    | 2021   | Split                | 8–9 maja    | [ 22 ] [ 23 ]        |
| 21.    | 2022   | Leiria               | 12–13 marca | [ 24 ]               |
| 22.    | 2023   | Leiria               | 11–12 marca | [ 25 ]               |
| 23.    | 2024   | Leiria               | 9–10 marca  | [ 26 ]               |
| 24.    | 2025   | Nikozja              | 15–16 marca | [ 27 ]               |
| 25.    | 2026   | Nikozja              | 14–15 marca | [ 28 ]               |
| 26.    | 2027   | Nikozja              | 13–14 marca | [ 29 ]               |